# Wiażyszcza (obwód homelski)
Wiażyszcza (biał. Вяжышча; ros. Вяжище trb. Wiażyszcze trl. Vâžiŝe) – dawna wieś na Białorusi, w obwodzie homelskim, w rejonie narowelskim, w sielsowiecie Wiеrbowicze, wysiedlona w związku z katastrofą elektrowni jądrowej w Czarnobylu (1986).

## Geografia
Miejscowość leżała przy ujściu Sławeczny do Prypeci, 18 km na południowy wschód od Narowli; obecnie jest to obszar Poleskiego Państwowego Rezerwatu Radiacyjno-Ekologicznego.

## Historia
W czasach zaborów miejscowość leżała w wołości (gminie) Narowla, w powiecie rzeczyckim guberni mińskiej Imperium Rosyjskiego.
W okresie międzywojennym wieś znajdowała się początkowo w granicach Rosji Radzieckiej (w guberni homelskiej), a od grudnia 1926 w BSRR.
W 1986 w związku z katastrofą elektrowni jądrowej w Czarnobylu 83 rodziny mieszkające we wsi zostały przesiedlone do rejonu swietłahorskiego.